# Roman Steinberg
Roman Steinberg   (Massu Rural Municipality, 5 d'abril de 1900 - Tallinn, 20 de maig de 1939) va ser un lluitador estonià, especialista en lluita grecoromana, que va competir durant la dècada de 1920.
El 1924 va prendre part en els Jocs Olímpics de París, on va guanyar la medalla de bronze en la competició del pes mitjà del programa de lluita grecoromana.